# 卡尔巴拉战役
卡尔巴拉战役（Battle of Karbala），公元680年10月10日发生于巴格达西南的卡尔巴拉，穆罕默德的外孙、什叶派领袖侯赛因·本·阿里率领自己的支持者对抗前来镇压的倭马亚王朝叶齐德一世的大军。最终前者全军覆没，阿里之子侯赛因阵亡。
卡尔巴拉是伊拉克中部的一个重要城市，位于巴格达西南约100公里处1。作为卡尔巴拉省的省会，该市2024年估计人口为690,100人。
卡尔巴拉在伊斯兰教史上具有重要意义，尤其对什叶派穆斯林而言。公元680年10月10日，著名的卡尔巴拉战役在此发生，穆罕默德的外孙、什叶派领袖侯赛因·本·阿里在此殉难。自那时起，卡尔巴拉成为什叶派最重要的圣地之一，地位仅次于麦加、麦地那和纳杰夫。
城市内最著名的地标是侯赛因清真寺和阿巴斯清真寺，分别是侯赛因和其弟阿巴斯的陵墓。这两座清真寺每年吸引数百万什叶派朝圣者前来朝拜。卡尔巴拉每年举行两次大型宗教活动：
阿舒拉节：在伊斯兰历穆哈兰姆月的第十天，纪念侯赛因殉难。
阿尔巴因节：在阿舒拉节后的第40天，是更大规模的朝圣活动。
这些活动期间，来自伊拉克各地和世界各国的数百万朝圣者涌入卡尔巴拉，其中很多人选择步行朝圣。这使得卡尔巴拉成为伊拉克最富有的城市之一，其经济主要依赖朝圣旅游业和农业。
卡尔巴拉城区分为旧城和新城两部分。旧城是宗教中心，新城则是现代化的住宅区。全市拥有100多座清真寺和23所宗教学校，彰显了其作为宗教文化中心的地位。

## 政治背景

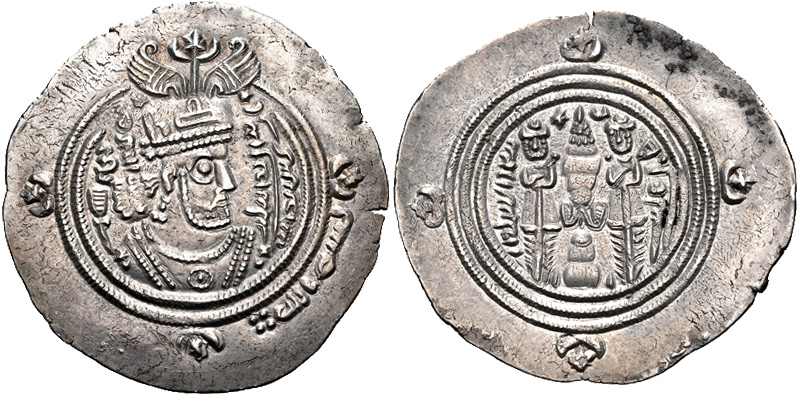
由Yazid I发行的硬币，遵循萨珊王朝图案，在Basra铸币厂铸造，纪年AH 61年（公元680/1年），即卡尔巴拉战役发生之年

在第三任哈里发Uthman于656年被叛军刺杀后，叛军和Medina市民宣布穆罕默德的堂弟和女婿Ali为哈里发。穆罕默德的一些同伴，包括Talha ibn Ubayd Allah、Zubayr ibn al-Awwam以及时任叙利亚总督的Mu'awiya ibn Abi Sufyan，以及穆罕默德的遗孀A'isha，都拒绝承认阿里为哈里发。他们要求为Uthman的遇害复仇，并通过shura（协商）选举新哈里发。这些事件引发了First Fitna（第一次穆斯林内战）。当阿里被哈瓦利吉派成员Abd-al-Rahman ibn Muljam刺杀于661年后，他的长子哈桑继任哈里发，但不久后与Mu'awiya签署了和平条约以避免进一步流血冲突。条约规定哈桑将权力移交给Mu'awiya，条件是Mu'awiya要做一位公正的统治者，并且不建立王朝。670年哈桑去世后，他的弟弟侯赛因成为Banu Hashim家族，也就是伊斯兰先知穆罕默德家族的领袖。尽管他父亲的支持者在Kufa宣誓效忠于他，只要Mu'awiya在世，他都遵守哈桑与Mu'awiya之间的和平协议。
卡尔巴拉战役爆发于Yazid I继位危机的背景下。676年，Mu'awiya指定其子Yazid为继任者，历史学家Wilferd Madelung认为这是对哈桑—Muawiya协议的违反。这种世袭制在伊斯兰历史上没有先例，从多个方面引发了反对。Mu'awiya在大马士革召开shura协商会议，通过外交和贿赂说服众多省份代表同意他的计划。随后他命令时任麦地那总督Marwan ibn al-Hakam向包括侯赛因在内的多位有影响力的穆斯林宣布此决议。Marwan在宣布时遭遇抵制，特别来自侯赛因、Abd Allah ibn al-Zubayr、Abd Allah ibn Umar和Abd al-Rahman ibn Abi Bakr，他们都是穆罕默德的重要同伴的后代，有资格角逐哈里发之位。Mu'awiya前往麦地那，强迫这四位反对者让步，甚至以死相威胁，但他们仍拒绝支持他。尽管如此，Mu'awiya还是让麦加人民相信这四人已效忠，并获得他们对Yazid的效忠。在返回大马士革途中，他也获得了麦地那百姓的效忠。此后再无人公开反对Yazid继任的计划。据历史学家Fitzpatrick和Walker称，Yazid的继位被视为“伊斯兰历史上的异例”，使政体从“协商制”转变为君主制。Mu'awiya于680年4月去世前，警告Yazid侯赛因和伊本·祖拜尔可能反对其统治，并命令他如果被挑战就镇压他们。同时，叮嘱Yazid要谨慎对待侯赛因，不能流其血，因为他是穆罕默德的外孙。

## 序幕
在继位后，叶齐德命令麦地那省长瓦利德·伊本·乌特巴·伊本·阿布·苏菲扬必须获得侯赛因、伊本·祖拜尔和阿卜杜拉·伊本·奥马尔的效忠，如有必要可使用武力。瓦利德寻求他的倭马亚亲戚马尔万·伊本·哈卡姆的建议，马尔万建议应强迫伊本·祖拜尔和侯赛因宣誓效忠，因为他们很危险，而伊本·奥马尔则无威胁，可以放任不管。 瓦利德召见两人，但伊本·祖拜尔逃往麦加。侯赛因应召到场，但拒绝在秘密会议环境中宣誓效忠，建议应公开进行。马尔万告诉瓦利德应将侯赛因监禁或斩首，但因侯赛因与穆罕默德有亲缘关系，瓦利德不愿对他采取行动。几天后，侯赛因离开麦地那，前往麦加，未承认叶齐德。 他于公元680年5月初抵达麦加， 并停留至9月初。
侯赛因在库法拥有相当多的支持。库法曾是他父亲及兄长在位期间的哈里发首都。在首次内战即第一次菲特纳期间，库法人曾与倭马亚及其叙利亚盟友交战，这五年战争最终建立了倭马亚哈里发国。 他们对哈桑退位感到不满， 并对倭马亚统治怀有强烈怨恨。 侯赛因在麦加时，收到来自库法阿里派支持者的信件，告知他们对倭马亚统治感到厌倦，认为此统治压迫严酷，且无合法领导者。他们请求侯赛因领导反抗叶齐德的起义，并承诺若侯赛因同意援助，将罢黜倭马亚任命的库法省长。侯赛因回信表示真正的领导者应遵循《古兰经》，并承诺以正义引导他们。随后他派堂兄Muslim ibn Aqil前往库法评估形势。伊本·阿基尔广泛吸引支持，向侯赛因汇报形势，并建议侯赛因立即前往。叶齐德因库法省长努曼·伊本·巴希尔·安萨里消极不作为，将其罢官，任命巴士拉省长阿卜杜拉·伊本· زياد为新省长。伊本·زياد的镇压和政治操作使得伊本·阿基尔的支持者逐渐减少，最终被迫过早宣布起义，起义失败，伊本·阿基尔身亡。 侯赛因还曾派遣使者前往伊拉克另一驻军城市巴士拉，但使者未能获得支持，很快被逮捕处决。
侯赛因未察觉库法政治形势变化，决定出发。Abd Allah ibn Abbas和阿卜杜拉·伊本·祖拜尔劝他不要前往伊拉克，若执意前往，则不要带妇女儿童同行。然而，由于伊本·祖拜尔自身谋求领导，对侯赛因的劝告诚意多被历史学者质疑，且他被认为希望尽快除掉侯赛因。 尽管如此，伊本·祖拜尔提出若侯赛因留在麦加，他愿意支持侯赛因从这里领导反对叶齐德的运动。侯赛因拒绝了此建议，理由是他痛恨圣地内的流血事件， 并决定继续执行他的计划。

## 前往库法的旅程
侯赛因于公元680年9月9日（伊斯兰历60年杜尔·حجة8日，朝觐前一天）带领约五十名随从及家人离开麦加。 他沿着穿越阿拉伯沙漠的北路线前进。 在侯赛因的堂兄Abd Allah ibn Ja'far——麦加省长的劝说下，麦加省长Amr ibn Sa'id派遣其兄弟及伊本·贾法尔前往追赶侯赛因，旨在确保他的安全并劝其返回。侯赛因拒绝返回，称穆罕默德在梦中命令他无论后果如何都要继续前进。在一处名为塔尼姆的地方，他截获了一队携带染料植物和衣物的商队，这些物资由也门省长寄往叶齐德。旅途中，在一处称为撒拉比亚的地方，侯赛因得知伊本·阿基尔被处死及库法人冷漠对待的消息。
后来在祖巴拉，侯赛因获悉曾派至库法宣布他抵达的使者盖斯·伊本·穆萨希尔·赛达维被捕并处决。 他向追随者告知形势并要求他们离开。大多数同行者选择离去，但麦加来的随从决定留下。
伊本·زياد在前往库法的道路上布置军队。侯赛因及其随从在库法南部靠近古迪西耶的地方，被约1000人组成的叶齐德先锋军拦截，军队由哈尔·伊本·叶齐德·塔米米率领。 侯赛因对他们说：
“我来到你们这里，是因为收到了你们的信件和使者，他们对我说：‘来吧，我们没有伊玛目，愿真主藉由你使我们走向真理。’既然这是你们的意思，我便来到了这里。因此，如果你们遵守盟约和誓言，我愿来到你们的城里。如果你们拒绝，且厌恶我的到来，我将回到原来的地方。”
他向他们展示了库法人，包括哈尔军中部分成员寄来的信件。哈尔否认了解这些信件，并表示侯赛因必须随他前往伊本·处，侯赛因则拒绝。哈尔回应说不会允许侯赛因进入库法或返回麦地那，但允许其自由前往其他任何地方。尽管如此，他并未阻止四名库法人加入侯赛因。侯赛因的车队开始向古迪西耶移动，哈尔紧随其后。在尼尼微，哈尔接到伊本·命令，强迫侯赛因的车队停留在一个荒凉无防御也无水源的地方。侯赛因一位同伴建议袭击哈尔并转移至防御完备的阿克尔村，侯赛因拒绝了，表示不愿发动攻击。 680年10月2日（伊斯兰历61年穆哈兰姆2日），侯赛因抵达库法北部70公里外的沙漠平原卡尔巴拉，扎营。

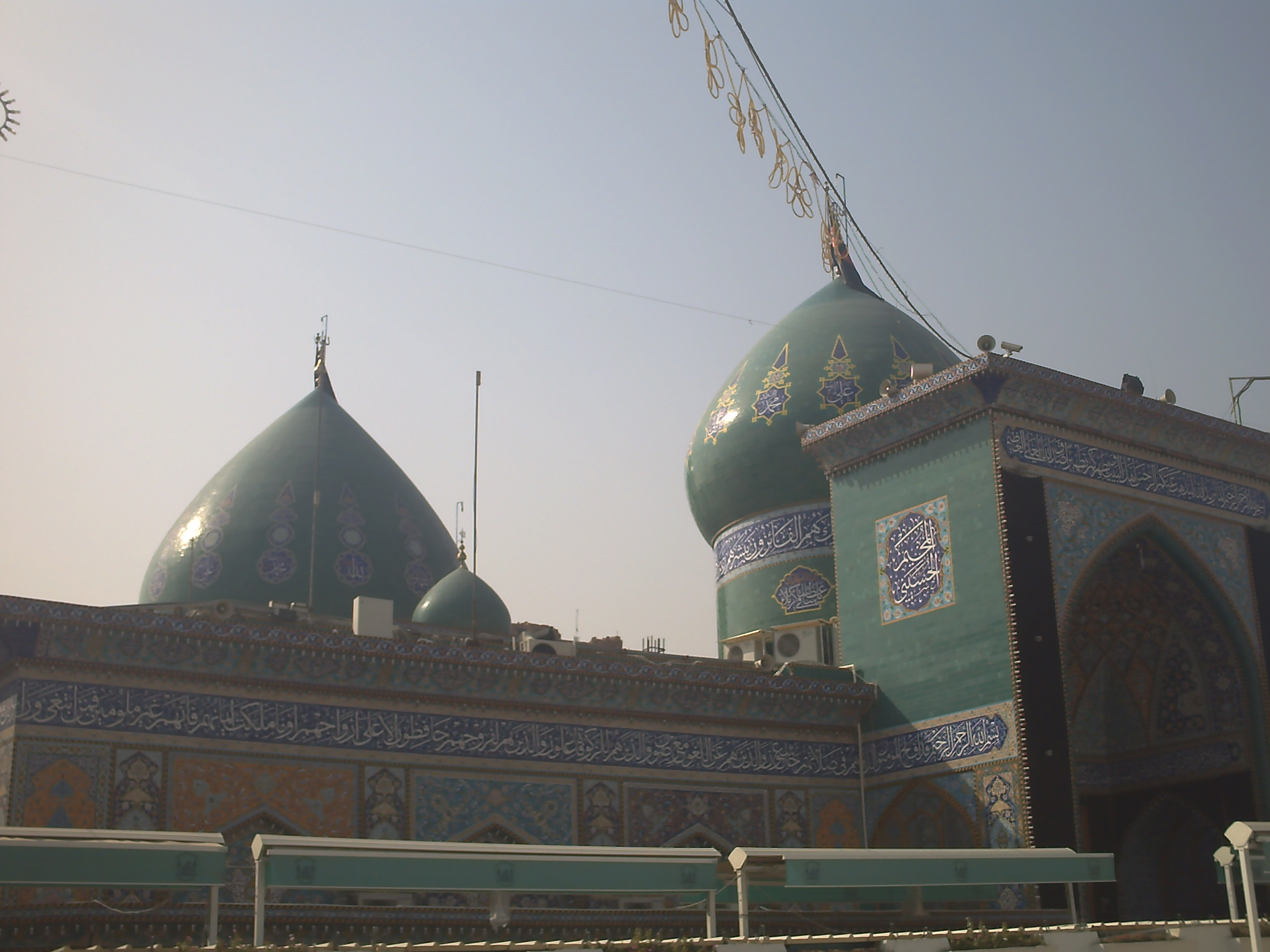
在侯赛因扎营地建造的圣地

次日，约4000名库法军在乌马尔·伊本·萨阿德指挥下抵达。 他原被任命为Rayy省长以镇压当地暴乱，但随后被召回来对付侯赛因。起初他不愿与侯赛因战斗，但在伊本·威胁撤销其省长职务后才服从命令。与侯赛因谈判后，伊本·萨阿德写信给伊本·，称侯赛因愿意返回。伊本·回应称，侯赛因必须投降，否则应通过武力镇压， 并以断其同伴获取幼发拉底河水的渠道来逼迫。 伊本·萨阿德在通往河流的道路上布置了500名骑兵。侯赛因及其随从被断水三天后，才由他的异母兄弟阿拔斯率领的50人小队取得了幼发拉底河水，但仅能装满二十只水袋。
侯赛因与伊本·萨阿德在夜间会面试图谈判和解；有谣言称侯赛因提出三项建议：允许他返回麦地那、直接投降叶齐德，或被派至边境哨所与穆斯林军队并肩作战。Madelung认为这些报道可能不实，因为那时侯赛因几乎不可能考虑向叶齐德屈服。一位侯赛因妻子的马乌拉（应为奴仆）后称，侯赛因曾建议获准离开，让各方顺其自然以澄清政治局势。 伊本·萨阿德将该建议，无论具体内容如何，转呈伊本·，后者起初接受，但被谢姆尔·伊本·齐尔贾乌尚说服放弃。谢姆尔主张侯赛因在其辖区内，放其离去会显示软弱。 伊本·随后派谢姆尔要求侯赛因再次宣誓效忠，若拒绝则攻击、杀害并毁尸，称其为“叛乱者、煽动者、土匪、暴君，死后亦不得再为祸”。 若伊本·萨阿德不愿执行此命令，应将指挥权交给谢姆尔。伊本·萨阿德诅咒谢姆尔，指责他破坏和平努力，但还是接受执行命令。他评论说侯赛因不会屈服，因为“他内心傲气高昂”。
680年10月9日晚，军队向侯赛因营地推进。侯赛因派阿拔斯请求伊本·萨阿德等至翌日商议，伊本·萨阿德同意缓兵之计。 侯赛因告知众人，可带家属趁夜逃离，因为敌人只想抓他本人。很少有人采纳此建议。防御准备就绪：帐篷相连捆绑，并在后方挖沟填木材，万一受到攻击可点燃。侯赛因及其追随者其余时间祈祷度过。

在10月10日晨祷后，双方进入战斗阵地。侯赛因任命Zuhayr ibn Qayn指挥军队右翼，Habib ibn Muzahir指挥左翼，异母兄弟阿拔斯为旗手。 据多数记载，侯赛因的随从包括32名骑兵和40名步兵，但也有资料报道骑兵45名、步兵100名，或总数达数百人。 伊本·萨阿德军队总数达4000人。然而据什叶派资料称，伊本·萨阿德麾下人数在前几天有所增援，军力达到3万人。 战场上挖的沟渠中的木材被点燃。 侯赛因随后发表演讲，提醒对方他是穆罕默德的孙子，并谴责他们邀请他又弃之不顾，请求允许他离开。但对方要求他先服从叶齐德权威，侯赛因拒绝。 侯赛因的发言感动了阿尔-哈尔·伊本·叶齐德·塔米米，令其倒戈相助。

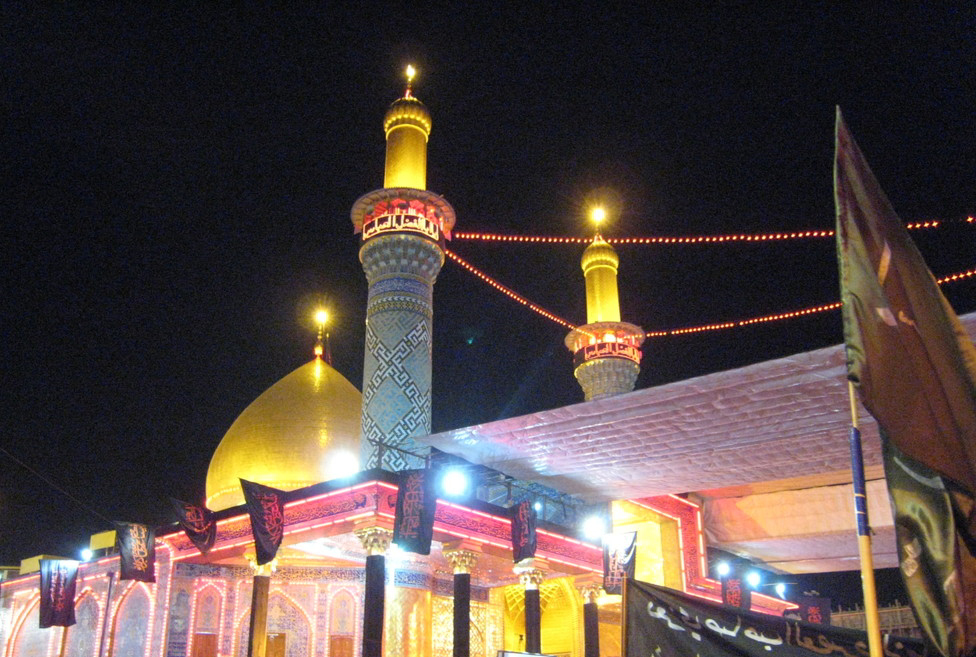
卡尔巴拉的al-Abbas清真寺

演讲结束后，祖海尔·伊本·凯恩试图劝说伊本·萨阿德的士兵不要杀害侯赛因，但无果。伊本·萨阿德军队多次发射箭雨，接着双方进入决斗，侯赛因多名伴随者殉难。由阿姆尔·伊本·哈贾杰领导的库法右翼攻击侯赛因军队，但被击退。肉搏暂时停止，彼此再次交弓箭雨。由谢姆尔指挥的倭马亚左翼发起攻击，但双方均有损失后撤退。 随后马队展开冲锋。侯赛因骑兵英勇抵抗，伊本·萨阿德增派装甲骑兵及500名弓箭手。侯赛因骑兵受箭伤马匹后下马徒步作战。
倭马亚军队只能从正面逼近侯赛因，伊本·萨阿德遂下令点燃营帐。除侯赛因及其家人所用的帐篷外，其余全部焚毁。谢姆尔欲烧毁该帐篷，但被同僚阻止。此举反而妨碍了倭马亚军的推进。午祷后，侯赛因的随从被包围，几乎全部战死。未参战的侯赛因亲属加入战斗。侯赛因之子阿里·阿克巴尔被杀；侯赛因异母兄弟，包括阿拔斯， 以及阿基尔·伊本·阿比·塔利卜之子，Jafar ibn Abi Talib和哈桑·伊本·阿里也被杀。 主要史料al-Tabari和Baladhuri中未记载阿拔斯之死，但著名什叶派神学家谢赫·穆菲德的著作《Kitab al-Irshad》记载，阿拔斯曾与侯赛因一道赴河边，但走散被围杀。 战斗中，侯赛因膝上坐着的一名幼童被箭射中身亡。

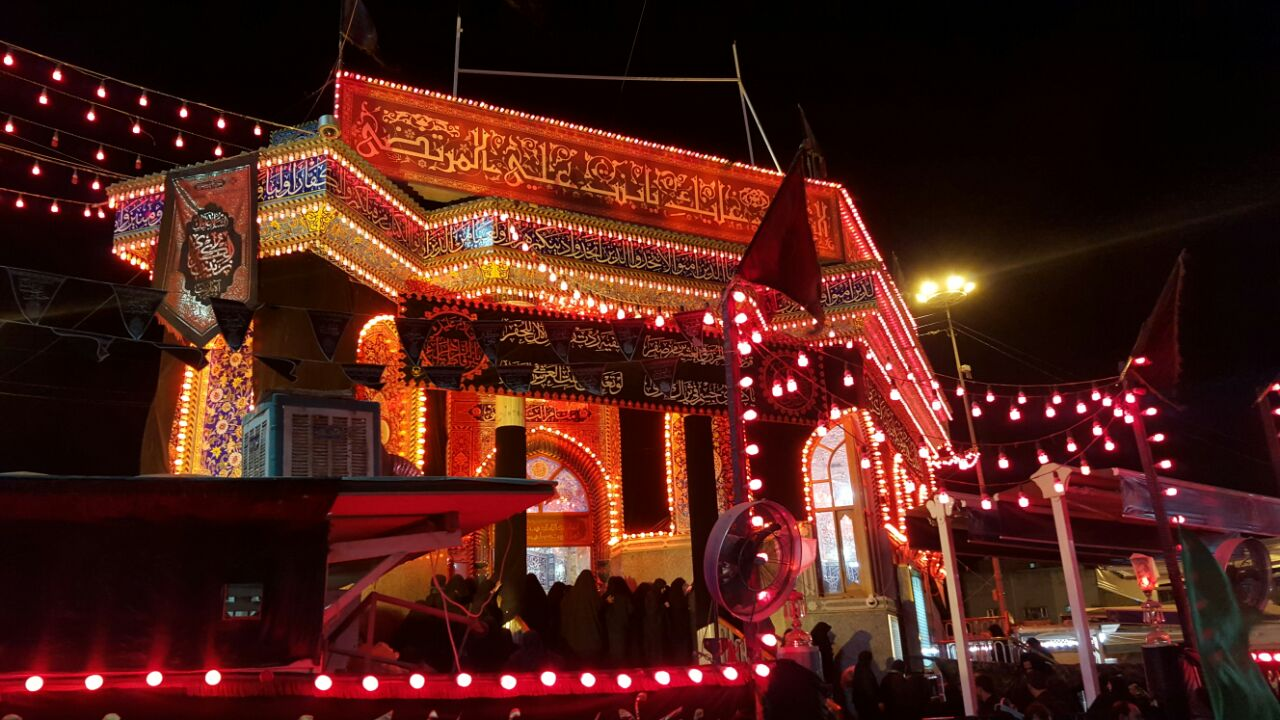
扎伊娜布·宾特·阿里的视角所见战场位置

侯赛因一方约有七十或七十二人阵亡，其中约二十人是阿布·塔利卜的后裔，阿布·塔利卜是Ali的父亲。阵亡者包括侯赛因的两个儿子、六个父系兄弟、哈桑·伊本·阿里的三个儿子、贾法尔·伊本·阿比·塔利卜的三个儿子，及阿基尔·伊本·阿比·塔利卜的三个儿子和三个孙子。 战后，侯赛因的衣物被剥夺，他的剑、鞋和行李都被取走，妇女们的珠宝和披风也被没收。谢姆尔本欲杀死因病未参战的侯赛因唯一存活的儿子阿里·宰纳布丁，但被伊本·萨阿德阻止。 有报告称侯赛因身上多达六十多处伤口， 依照伊本·زياد的命令，其尸体被马践踏。 侯赛因同伴的尸体被斩首。 伊本·萨阿德军中有八十八人阵亡，他们被埋葬后才离开现场。 其后，来自附近村庄加迪里亚的巴努·阿萨德部族成员埋葬了侯赛因同伴那些无头的尸体。
侯赛因的家人及死者的头颅被送往伊本·زياد， 他用棍子戳了戳侯赛因的嘴巴，原意要杀害阿里·宰纳布丁，但在侯赛因姐姐扎伊娜布请求下饶了他一命。 头颅和家人随后被运往叶齐德， 叶齐德也用棍子戳了戳侯赛因的嘴。历史学家Henri Lammens认为这可能是关于伊本·زياد的报道的重复。 叶齐德对妇女和阿里·宰纳布丁表示怜悯， 并诅咒伊本·زياد谋杀侯赛因，声称若他在场，定会饶恕侯赛因。 叶齐德的一名廷臣请求迎娶来自侯赛因家族的被俘妇女，引发叶齐德与扎伊娜布之间激烈争吵。 叶齐德家中的妇女与被俘妇女一同悲悼阵亡者。数日后，被俘妇女收回卡尔巴拉被掠财物的赔偿，并被送回麦地那。

卡尔巴拉叙述的主要来源为库法历史学家Abu Mikhnaf所著《侯赛因殉难记》(Kitab Maqtal Al-Husayn)。 其他早期关于侯赛因之死的专著，如al-Asbagh ibn Nubata、Jabir ibn Yazid al-Ju'fi、Ammar ibn Mu'awiya al-Duhni、Awana ibn al-Hakam、al-Waqidi、Hisham ibn al-Kalbi、Nasr ibn Muzahim和al-Mada'ini等所著，已未流传，其中al-Asbagh的专著可能是最早的。 虽然阿布·米赫纳夫的出生年份不详，但他在公元701年伊本·阿什阿思起义时已成年，距卡尔巴拉之战约20年，因此他认识许多目击者，收集了直接的第一手资料，且传述链较短，通常仅一至两个中间人。 目击者分为两类：一类来自侯赛因阵营，另一类来自伊本·萨阿德的军队。由于侯赛因阵营幸存者甚少，大多数目击者来自后者。Julius Wellhausen认为他们中的多数对战争所为感到后悔，且在叙述时有所润色以减轻罪责，对侯赛因偏袒。 尽管阿布·米赫纳夫作为伊拉克人较亲阿里派，他的报道总体上较为公正，偏见不多。 阿布·米赫纳夫的原文似乎已遗失，现存版本主要通过次级来源传递，例如穆罕默德·伊本·贾里尔·塔巴里的《先知与国王的历史》(History of Prophets and Kings)以及艾哈迈德·伊本·雅希娅·巴拉杜里的《高贵族谱》(Ansab al-Ashraf)。然而，在Gotha (藏书编号1836)、Berlin（斯普伦格藏本159–160号）、Leiden（藏书编号792）以及Saint Petersburg（阿姆78号）图书馆中发现的四份《马格塔尔》手稿据称出自阿布·米赫纳夫。 塔巴里引用资料通常直接来自阿布·米赫纳夫或其学生伊本·卡尔比，后者大量采自前者。 塔巴里偶尔引用Ammar ibn Mu'awiya、 Awana等初级来源，但对叙述增色有限。 巴拉杜里使用与塔巴里相同的资料。迪纳瓦里和Ya'qubi关于战役的记载亦基于阿布·米赫纳夫的《马格塔尔》， 虽偶有补充注释和诗句。 其他次级资料还包括al-Mas'udi的《金色草原》(Muruj al-Dhahab)、伊本·阿斯塔姆的《征服书》(Kitab al-Futuh)、谢赫·穆菲德的《指引书》(Kitab al-Irshad)以及Abu al-Faraj al-Isfahani的《塔利比因殉难记》(Maqatil al-Talibiyyin)。 大多数这些资料取材自阿布·米赫纳夫，此外兼采Awana、al-Mada'ini和Nasr ibn Muzahim的作品。
尽管塔巴里及其他早期资料包含一些奇迹故事， 但这些资料主要为历史且理性记载， 区别于后世多为圣徒传记性质的文学作品。
卡尔巴拉战役亦见于早期基督教资料。叙利亚基督教学者Theophilus of Edessa在公元775至785年间担任阿拔斯王朝宫廷首席占星师，他所著史书部分保存在现存的基督教编年史中，包括Michael the Syrian和拜占庭历史学家Theophanes the Confessor的著作中。 其史料证实侯赛因及多数士兵因渴死于卡尔巴拉厮杀。然而与穆斯林资料均述侯赛因与叶齐德战斗不同，Theophilus似乎记载侯赛因被穆阿维叶杀害，作为第一次菲特纳中倭马亚与阿里派支持者间的最终战斗。

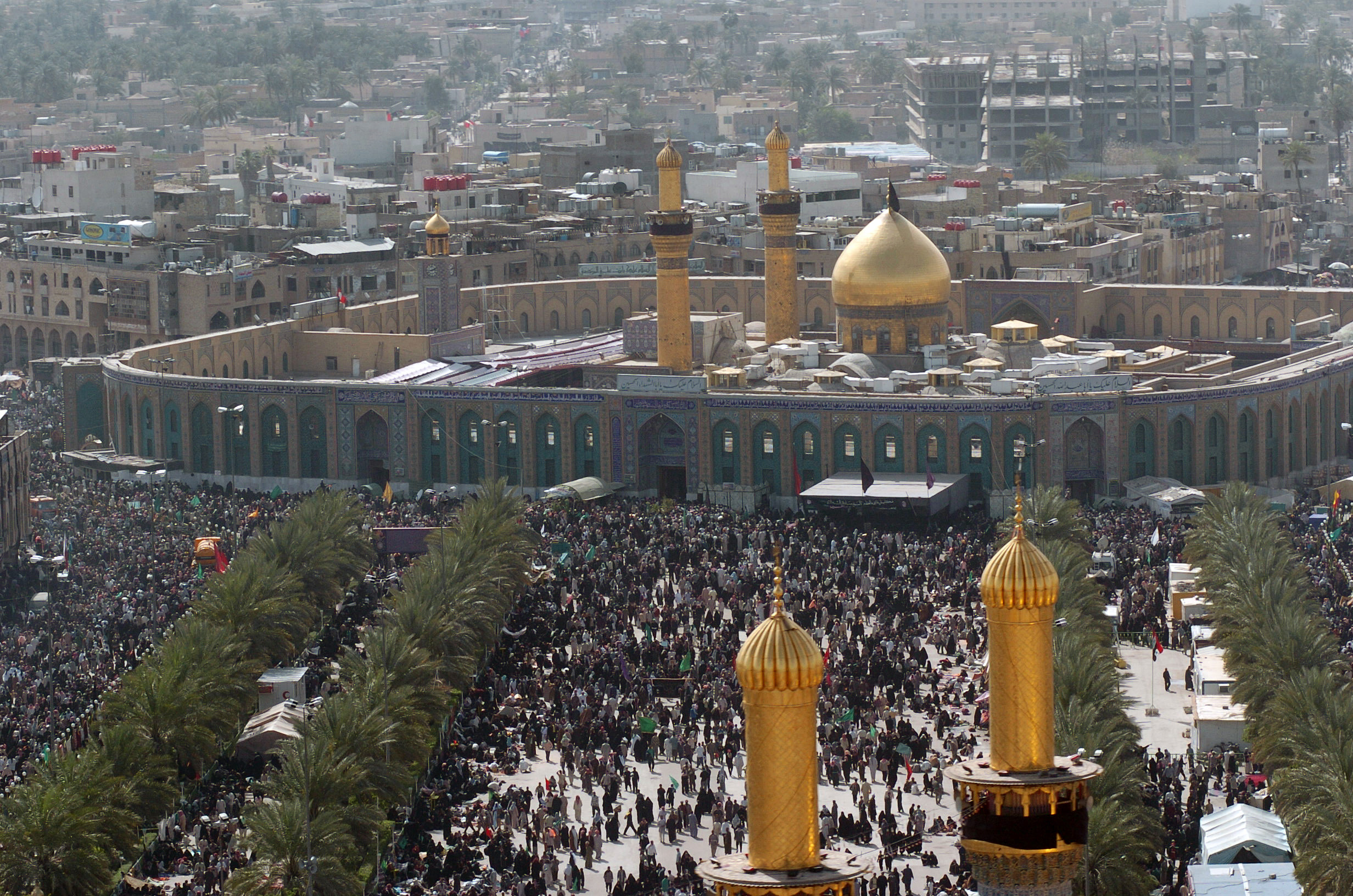
在“Arba'een”期间的侯赛因圣陵

穆罕默德的孙子被杀震惊了整个穆斯林社区。 叶齐德的形象因此受损，引发人们对他不虔诚的普遍看法。 这一事件对逊尼派产生了情感上的影响， 他们将此视为一场悲剧，并将与侯赛因同阵亡者视为殉道者。 然而，对什叶派伊斯兰的影响则更为深远。

南亚哲学家与诗人穆罕默德·伊克巴尔将侯赛因的牺牲比作伊斯迈尔的牺牲，并将叶齐德反对侯赛因的行为比作法老反对摩西。 乌尔都诗人加利布将侯赛因的苦难与十世纪苏菲派人物曼苏尔·哈拉吉的遭遇相提并论，后者因宣称神性被处死。

- Aghaie, Kamran S. . Seattle & London: University of Washington Press. 2004  [2020-01-04]. ISBN 978-0-295-98455-1. （原始内容存档于2021-01-22）.
- Anthony, Sean. . Leiden: E. J. Brill. 2011  [2020-01-04]. ISBN 978-90-04-21606-8. （原始内容存档于2021-01-22）.
- Arjomand, Saïd A. . Leiden: E. J. Brill. 2016  [2020-01-04]. ISBN 9789004326279. （原始内容存档于2020-11-06）.
- Ayoub, Mahmoud. . Hague: Mouton Publishers. 1978  [2020-01-04]. ISBN 90-279-7943-X. （原始内容存档于2019-12-21）.
- Brunner, Rainer. . Bowering, Gerhard; Crone, Patricia; Mirza, Mahan; Kadi, Wadad; Zaman, Muhammad Qasim; Stewart, Devin J.  (编). . New Jersey: Princeton University Press: 293. 2013  [2020-01-04]. ISBN 9780691134840. （原始内容存档于2019-12-29）.
- Calmard, Jean. .  1. Encyclopædia Iranica Foundation. 1982  [11 August 2019]. （原始内容存档于2018-09-23）.
- Calmard, Jean. .  7. Encyclopædia Iranica Foundation. 2004  [11 August 2019]. （原始内容存档于2020-10-08）.
- Chaudhuri, Supriya. . Dalmia, Vasudha; Sadana, Rashmi  (编). . Cambridge, England: Cambridge University Press. 2012. ISBN 978-0-521-51625-9.
- Chittick, William C. .  12. London: The Muhammadi Trsut of Great Britain and Northern Ireland: 3–12. 1986. ISBN 9780710302076.
- Daftary, Farhad. . Cambridge, England: Cambridge University Press. 1992  [2020-01-04]. ISBN 978-0-521-42974-0. （原始内容存档于2020-11-09）.
- Dakake, Maria M. . Albany, New York: State University of New York Press. 2007  [2020-01-04]. ISBN 978-0-7914-7033-6. （原始内容存档于2019-12-25）.
- Dixon, Abd al-Ameer A. . London: Luzac. 1971  [2020-01-04]. ISBN 978-0718901493. （原始内容存档于2021-02-25）.
- Donaldson, Dwight M. . London: Luzac. 1933. OCLC 459263076.
- Donner, Fred M. . Cambridge, MA: Harvard University Press. 2010  [2020-01-04]. ISBN 978-0-674-05097-6. （原始内容存档于2020-11-20）.
- Elsie, Robert. . London & New York: I.B. Tauris. 2005  [2021-03-23]. ISBN 9781845110314. （原始内容存档于2021-01-22）.
- Fischer, Michael M. J. . Madison, WI: The University of Wisconsin Press. 2003  [2020-01-04]. ISBN 9780299184735. （原始内容存档于2021-01-22）.
- Fitzpatrick, Coeli; Walker, Adam H. . Santa Barbara, CA: ABC-CLIO. 2014  [2020-01-04]. ISBN 978-1-61069-178-9. （原始内容存档于2021-01-22）.
- Gölz, Olmo. . Behemoth–A Journal on Civilisation. 2019, 12 (1): 35–51. doi:10.6094/behemoth.2019.12.1.1005.
- Günther, Sebastian. . Journal of Arabic Literature. 1994, 25 (3): 192–212. doi:10.1163/157006494X00103.
- Halm, Heinz. . 由Allison Brown翻译. Princeton: Markus Wiener Publishers. 1997. ISBN 1-55876-134-9.
- Hanaway Jr., W. L. . Bosworth, C. E.; van Donzel, E.; Pellat, Ch.  (编). . Leiden: E. J. Brill: 608–609. 1991. ISBN 978-90-04-08112-3.
- Hawting, Gerald R.  Second. London and New York: Routledge. 2000. ISBN 0-415-24072-7 （英语）.
- Hawting, Gerald R. . Bearman, P. J.; Bianquis, Th.; Bosworth, C. E.; van Donzel, E.; Heinrichs, W. P.  (编). . Leiden: E. J. Brill. 2002. ISBN 978-90-04-12756-2.
- Haywood, J. A. . Bosworth, C. E.; van Donzel, E.; Pellat, Ch.  (编). . Leiden: E. J. Brill: 610–612. 1991. ISBN 978-90-04-08112-3.
- Hitti, Philip K. . Princeton: D. Van Nostrand Company. 1961. ISBN 9781258452452.
- Howard, I. K. A. .  12. London: The Muhammadi Trsut of Great Britain and Northern Ireland: 124–142. 1986. ISBN 9780710302076.
- Howard, I. K. A. (编). . SUNY Series in Near Eastern Studies. Albany, New York: State University of New York Press. 1990. ISBN 978-0-7914-0040-1.
- Hyder, Syed Akbar. . Oxford: Oxford University Press. 2006  [2020-01-04]. ISBN 978-0-19-537302-8. （原始内容存档于2021-01-22）.
- Jafri, S. M. . London and New York: Longman. 1979  [2020-01-04]. ISBN 9780582780804. （原始内容存档于2019-12-21）.
- Kennedy, Hugh N. . London: Routledge. 2001  [2020-01-04]. ISBN 0-415-25093-5. （原始内容存档于2019-12-28）.
- Kennedy, Hugh N.  Second. Harlow: Pearson-Longman. 2004  [2020-01-04]. ISBN 9780582405257. （原始内容存档于2020-07-21）.
- Lammens, Henri. . Houtsma, M. Th.; Wesinck, A. J.; Arnold, T. W.; Heffening, W.; Lévi-Provençal, E.  (编).  2. Leiden: E. J. Brill: 274. 1927. OCLC 1008303874.
- Lammens, Henri. . Beirut: Imprimerie Catholique Beyrouth. 1921. OCLC 474534621 （法语）.
- Lewis, Bernard. . Oxford: Oxford University Press. 2002  [2020-01-04]. ISBN 978-0-19-164716-1. （原始内容存档于2020-11-10）.
- Madelung, Wilferd. . Cambridge, England: Cambridge University Press. 1997  [2020-01-04]. ISBN 0-521-64696-0. （原始内容存档于2020-11-26）.
- Madelung, Wilferd. .  7. Encyclopædia Iranica Foundation. 2004  [11 August 2019]. （原始内容存档于2012-09-30）.
- Nakash, Yitzhak. . Die Welt des Islams. 1993, 33 (2): 161–181. doi:10.1163/157006093X00063.
- Norris, H. T. . Columbia, SC: University of South Carolina Press. 1993  [2020-01-04]. ISBN 9780872499775. （原始内容存档于2019-12-20）.
- Pinault, David. . New York: Palgrave. 2001  [2020-01-04]. ISBN 978-1-349-61982-5. （原始内容存档于2021-01-22）.
- Sachedina, Abdulaziz A. . Albany, NY: State University of New York Press. 1981  [2020-01-04]. ISBN 978-0-87395-442-6. （原始内容存档于2021-01-25）.
- Schimmel, Annemarie. . Chapel Hill: The University of North Carolina Press. 1975  [2020-01-04]. ISBN 978-0-8078-1271-6. （原始内容存档于2019-12-20）.
- Schimmel, Annemarie. .  12. London: The Muhammadi Trsut of Great Britain and Northern Ireland: 29–39. 1986. ISBN 9780710302076.
- Sindawi, Khalid. . Quaderni di Studi Arabi. 2002, 20–21: 79–104. JSTOR 25802958.
- Sharon, Moshe. . Jerusalem: JSAI. 1983  [2020-01-04]. ISBN 978-965-223-501-5. （原始内容存档于2020-12-01）.
- Thackston, Wheeler M. . Bethesda: IBEX Publishers. 1994  [2020-01-04]. ISBN 9780936347509. （原始内容存档于2021-01-23）.
- Vaglieri, L. Veccia. . Lewis, B.; Ménage, V. L.; Pellat, Ch.; Schacht, J.  (编). . Leiden: E. J. Brill: 240–243. 1971. OCLC 495469525.
- Vaglieri, L. Veccia. . Lewis, B.; Ménage, V. L.; Pellat, Ch.; Schacht, J.  (编). . Leiden: E. J. Brill: 607–615. 1971. OCLC 495469525.
- Wellhausen, Julius. . Berlin: Weidmannsche Buchhandlung. 1901. OCLC 453206240 （德语）.
- Wellhausen, Julius. . 由Margaret Graham Weir翻译. Calcutta: University of Calcutta. 1927. OCLC 752790641.
- Yildirim, Riza. . Journal of Persianate Studies. 2015, 8 (2): 127–154. doi:10.1163/18747167-12341289.
- Zakeri, Mohsen. . Wiesbaden: Otto Harrassowitz. 1995  [2020-01-04]. ISBN 978-3-447-03652-8. （原始内容存档于2020-11-07）.

- al-Tabari, Muhammad ibn Jarir, History of the Prophets and Kings; Volume XIX The Caliphate of Yazid b. Muawiyah, translated by I.K.A Howard, SUNY Press, 1991, ISBN 0-7914-0040-9.
- Kennedy, Hugh, The Armies of the Caliphs: Military and Society in the Early Islamic State, Routledge, 2001.
- al-Muqarram, Abd al Razzaq, Maqtal al-Husayn, Martyrdom Epic of Imam al-Husayn （页面存档备份，存于）, translated by Yasin T. Al-Jibouri, pub Al-Kharsan Foundation for Publications, originally published Qum, circa 1990.  (al-Muqarram was born in 1899 and died in 1971—author's biography （页面存档备份，存于）. This is a 20th-century book—see Islamic Historiography, by Chase F. Robinson, p. 35.)

- What is Muharram?（页面存档备份，存于）
- Battle of Karbalāʾ（页面存档备份，存于）, Encyclopædia Britannica
- List of the casualties of Karbla（页面存档备份，存于）

1. ↑  "Iraq: Livelihoods at risk as level of Lake Razaza falls". IRIN News. 5 March 2008. Retrieved 25 November 2015.
2. ↑  Under Fire: Untold Stories from the Front Line of the Iraq War. Reuters Prentice Hall. January 2004. p. 15. ISBN 978-0-13-142397-8.
3. ↑  John Azumah; Dr. Kwame Bediako (Foreword) (26 May 2009). My Neighbour's Faith: Islam Explained for African Christians. Main Divisions and Movements Within Islam: Zondervan. ISBN 9780310574620.
4. ↑  Paul Grieve (2006). A Brief Guide to Islam: History, Faith and Politics : the Complete Introduction. Carroll and Graf Publishers. p. 212. ISBN 9780786718047.
5. ↑  Malise Ruthven (2006). Islam in the World. Oxford University Press. p. 180. ISBN 9780195305036.
6. ↑  "Interactive Maps: Sunni & Shia: The Worlds of Islam". PBS. Retrieved June 9, 2017.
7. ↑  Donner 2010，第157–160頁.
8. 1 2 3 4 5 6 7 8 9 10 11 12  Madelung 2004，第493–498頁.
9. ↑  Donaldson 1933，第70–71頁.
10. ↑  Jafri 1979，第149–151頁.
11. ↑  Madelung 1997，第322–323頁.
12. ↑  Vaglieri, L. Veccia 1971，第241–242頁.
13. ↑  Jafri 1979，第151頁.
14. ↑  Lammens 1927，第274頁.
15. ↑  Hawting 2002，第310頁.
16. ↑  Hitti 1961，第221頁.
17. ↑  Madelung 1997，第322頁.
18. ↑  Kennedy 2004，第88頁.
19. 1 2 3  Lewis 2002，第67頁.
20. ↑  Wellhausen 1927，第145頁.
21. ↑  Hawting 2000，第46頁.
22. 1 2  Wellhausen 1927，第141–145頁.
23. ↑  Fitzpatrick & Walker 2014，第657頁.
24. ↑  Lammens 1921，第5–6頁.
25. ↑  Wellhausen 1927，第145–146頁.
26. ↑  Howard 1990，第2–3頁.
27. ↑  Howard 1990，第5–7頁.
28. 1 2  Wellhausen 1901，第61頁.
29. 1 2 3  Wellhausen 1901，第64頁.
30. 1 2  Daftary 1990，第47頁.
31. 1 2 3 4 5 6 7  Vaglieri 1971，第608頁.
32. ↑  Howard 1990，第69頁.
33. 1 2  Halm 1997，第9頁.
34. ↑  Ayoub 1978，第105–106頁.
35. 1 2 3 4 5 6  Vaglieri 1971，第609頁.
36. ↑  Howard 1990，第93頁.
37. ↑  Wellhausen 1901，第65頁.
38. 1 2  Wellhausen 1901，第65–66頁.
39. 1 2  Ayoub 1978，第111頁.
40. ↑  Howard 1990，第112–114頁.
41. 1 2 3 4 5 6  Vaglieri 1971，第610頁.
42. ↑  Ayoub 1978，第105頁.
43. ↑  Munson 1988，第23頁.
44. 1 2 3 4  Wellhausen 1901，第66頁.
45. ↑  Howard 1990，第138–139頁.
46. ↑  Howard 1990，第139頁.
47. 1 2  Calmard 1982，第77–79頁.
48. 1 2 3 4 5 6 7 8  Vaglieri 1971，第611頁.
49. ↑  Howard 1990，第153頁.
50. 1 2  Howard 1990，第160頁.
51. 1 2 3 4 5 6  Wellhausen 1901，第67頁.
52. ↑  Howard 1990，第163頁.
53. ↑  Howard 1990，第167頁.
54. ↑  Lammens 1921，第171頁.
55. ↑  Howard 1990，第169頁.
56. ↑  Lammens 1921，第172頁.
57. ↑  Howard 1990，第171–172頁.
58. ↑  Lammens 1921，第173頁.
59. ↑  Vaglieri 1971，第612頁.
60. 1 2  Wellhausen 1901，第71–74頁.
61. 1 2 3  Sharon 1983，第104–105頁.
62. ↑  Dixon 1971，第37頁.
63. ↑  Kennedy 2004，第95頁.
64. ↑  Daftary 1990，第52頁.
65. ↑  Dixon 1971，第45頁.
66. ↑  Donner 2010，第185頁.
67. ↑  Hawting 2000，第53頁.
68. ↑  Dixon 1971，第73–75頁.
69. ↑  Zakeri 1995，第208頁.
70. ↑  Hawting 2000，第51頁.
71. ↑  Howard 1986，第124–125頁.
72. ↑  Wellhausen 1927，第vii–viii頁.
73. ↑  Wellhausen 1901，第68頁.
74. ↑  Wellhausen 1927，第ix頁.
75. 1 2  Jafri 1979，第215頁.
76. ↑  Howard 1986，第126頁.
77. ↑  Howard 1986，第132頁.
78. ↑  Howard 1986，第125頁.
79. ↑  Howard 1986，第139–142頁.
80. 1 2  Halm 1997，第15頁.
81. 1 2 3  Günther 1994，第208頁.
82. ↑  Howard-Johnston 2010，第195–198頁.
83. ↑  Howard-Johnston 2010，第386頁.
84. 1 2  Kennedy 2004，第89頁.
85. ↑  Donner 2010，第179頁.
86. 1 2 3  Hawting 2000，第50頁.
87. 1 2  Ayoub 1978，第134–135頁.
88. ↑  Donner 2010，第178頁.
89. ↑  Ayoub 1978，第108頁.
90. 1 2  Nakash 1993，第161頁.
91. 1 2  Halm 1997，第16頁.
92. ↑  Nakash 1993，第162頁.
93. 1 2  Brunner 2013，第293頁.
94. ↑  Sachedina 1981，第157–158頁.
95. ↑  Sachedina 1981，第62, 165–166頁.
96. 1 2 3  Nakash 1993，第167頁.
97. ↑  Calmard 2004，第498–502頁.
98. 1 2 3  Nakash 1993，第163頁.
99. ↑  Aghaie 2004，第9–10頁.
100. 1 2  Ayoub 1978，第143–144頁.
101. ↑  Howard 1990，第164頁.
102. ↑  Nakash 1993，第164頁.
103. 1 2  Aghaie 2004，第10頁.
104. ↑  Nakash 1993，第169頁.
105. ↑  Ayoub 1978，第154頁.
106. ↑  Ayoub 1978，第154–155頁.
107. ↑  Pinault 2001，第113頁.
108. 1 2  Halm 1997，第63頁.
109. 1 2  Ayoub 1978，第155頁.
110. ↑  Pinault 2001，第18頁.
111. ↑  Halm 1997，第61–62頁.
112. ↑  Aghaie 2004，第14頁.
113. 1 2 3  Hyder 2006，第21頁.
114. ↑  Nakash 1993，第165, 181頁.
115. ↑  Gölz 2019，第39–40頁.
116. ↑  Gölz 2019，第41頁.
117. ↑  Anthony 2011，第257, 260頁.
118. ↑  Kennedy 2004，第124頁.
119. ↑  Ayoub 1978，第153頁.
120. ↑  Arjomand 2016，第122頁.
121. ↑  Aghaie 2004，第11頁.
122. ↑  Yildirim 2015，第127頁.
123. ↑  Arjomand 2016，第306頁.
124. ↑  Yildirim 2015，第128–129頁.
125. ↑  Aghaie 2004，第16頁.
126. 1 2  Armajani, Jon. . Lanham (Md.): Lexington Books. 2020: 11–12, 175–176. ISBN 978-1-7936-2136-8.
127. ↑  Aghaie 2004，第131頁.
128. ↑  Halm 1997，第132頁.
129. ↑  Aghaie 2004，第93頁.
130. ↑  Halm 1997，第134頁.
131. ↑  Aghaie 2004，第94頁.
132. ↑  Fischer 2003，第213頁.
133. ↑  Halm 1997，第140頁.
134. ↑  Arjomand 2016，第404頁.
135. ↑  Halm 1997，第143頁.
136. ↑  Arjomand 2016，第403–404頁.
137. ↑  Aghaie 2004，第87頁.
138. ↑  Aghaie 2004，第155–156頁.
139. ↑  Aghaie 2004，第135–136頁.
140. ↑  Halm 1997，第150頁.
141. ↑  Aghaie 2004，第156–157頁.
142. ↑  Schimmel 1986，第37頁.
143. ↑  Hyder 2006，第122頁.
144. ↑  Günther 1994，第193頁.
145. ↑  Günther 1994，第195頁.
146. ↑  Günther 1994，第204頁.
147. 1 2  Sindawi 2002，第79頁.
148. ↑  Sindawi 2002，第81頁.
149. ↑  Sindawi 2002，第82–83頁.
150. ↑  Vaglieri 1971，第613頁.
151. ↑  Sindawi 2002，第95–98頁.
152. ↑  Vaglieri 1971，第612–613頁.
153. 1 2  Thackston 1994，第79頁.
154. ↑  Hanaway 1991，第608–609頁.
155. 1 2 3  Aghaie 2004，第12–13頁.
156. ↑  Norris 1993，第179頁.
157. ↑  Norris 1993，第180–181頁.
158. ↑  Elsie 2005，第42頁.
159. 1 2  Haywood 1991，第610–611頁.
160. ↑  Hyder 2006，第167–168頁.
161. ↑  Schimmel 1986，第30頁.
162. ↑  Schimmel 1986，第30–31頁.
163. ↑  Chittick 1986，第9–10頁.
164. ↑  Schimmel 1975，第391頁.
165. ↑  Schimmel 1986，第33–34頁.
166. ↑  Schimmel 1986，第32頁.
167. ↑  Chelkowski 1989，第101頁.
168. ↑  Chelkowski 1989，第98, 101–102頁.
169. ↑  Chelkowski 1989，第103 ff頁.

1. ↑  据报道，条约中存在几项相互矛盾的条款。大多数记载中提及给哈桑的各种经济奖赏。其他条款（不同来源各异）包括在Mu'awiya死后通过shura选举新哈里发、Mu'awiya去世后将哈里发权交予哈桑、对哈桑追随者的大赦、依照Qur'an和穆罕默德的圣训治理国家、停止在讲坛上诅咒阿里、给予侯赛因经济奖赏，以及对哈希姆家族（穆罕默德的家族）予以优待。据Vaglieri称，除经济利益外的条件存疑，很可能是后来为了减轻对哈桑让位的批评而杜撰的[12]；而Jafri则认为这些附加条款也是可靠的[13]
2. ↑  据其他记载，该使者为侯赛因的养兄阿卜杜拉·伊本·亚库图尔，侯赛因在得知伊本·阿基尔被处死后派出此人。[34]

### 侯赛因·伊本·阿里之死

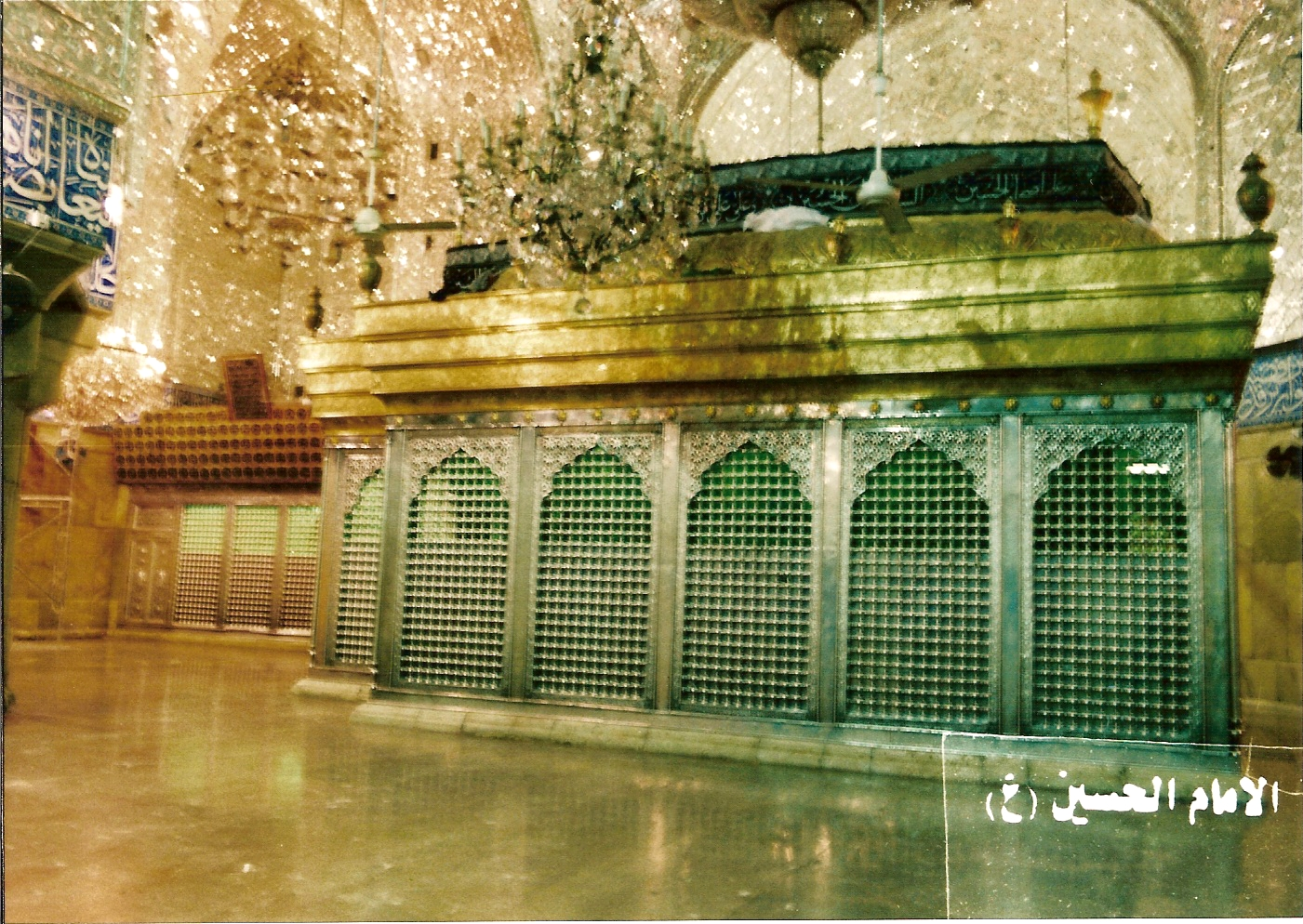
纪念在战役中牺牲者的圣地

### 什叶派伊斯兰

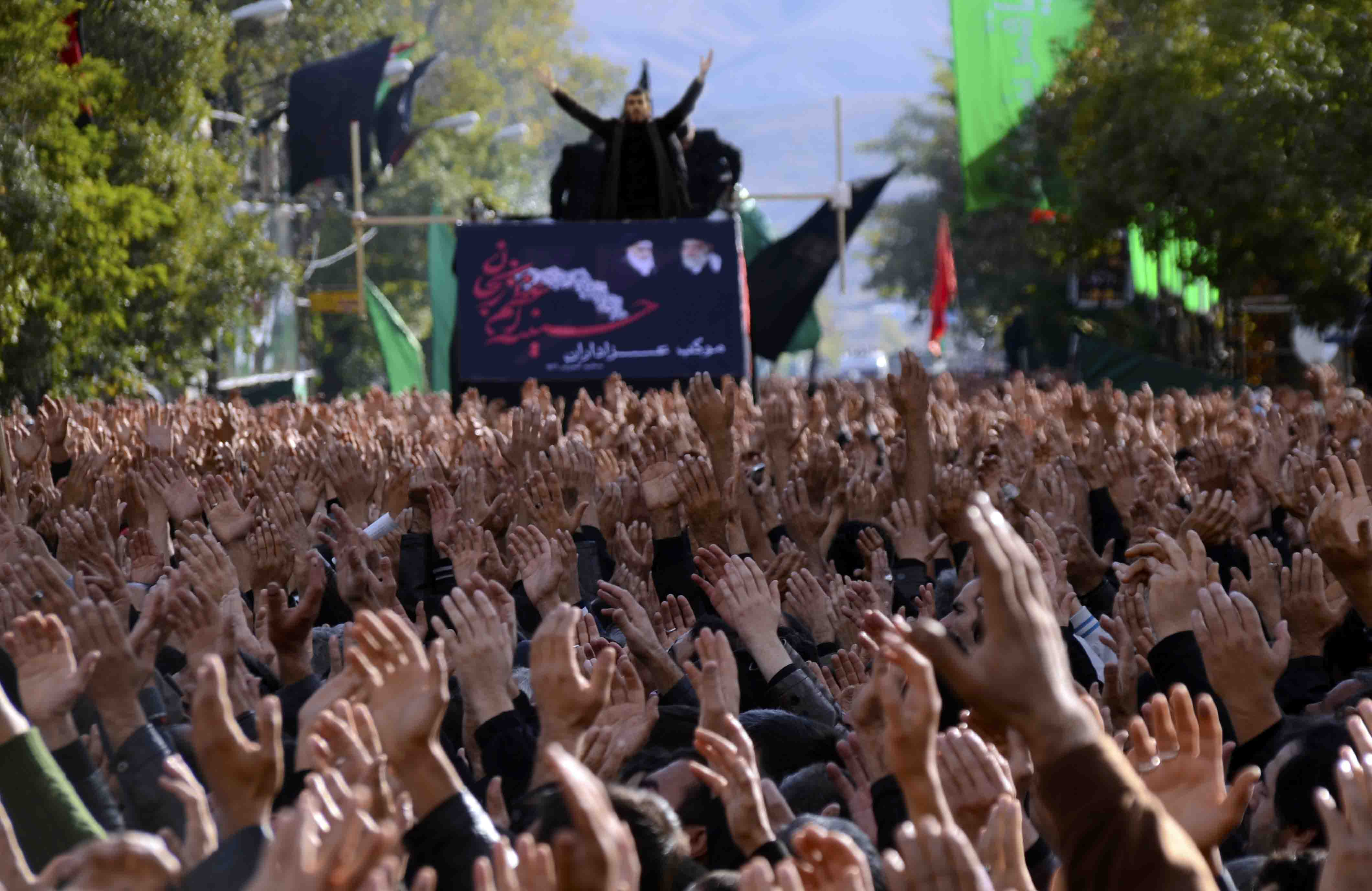
捶胸仪式

#### 什叶派的宗教仪式

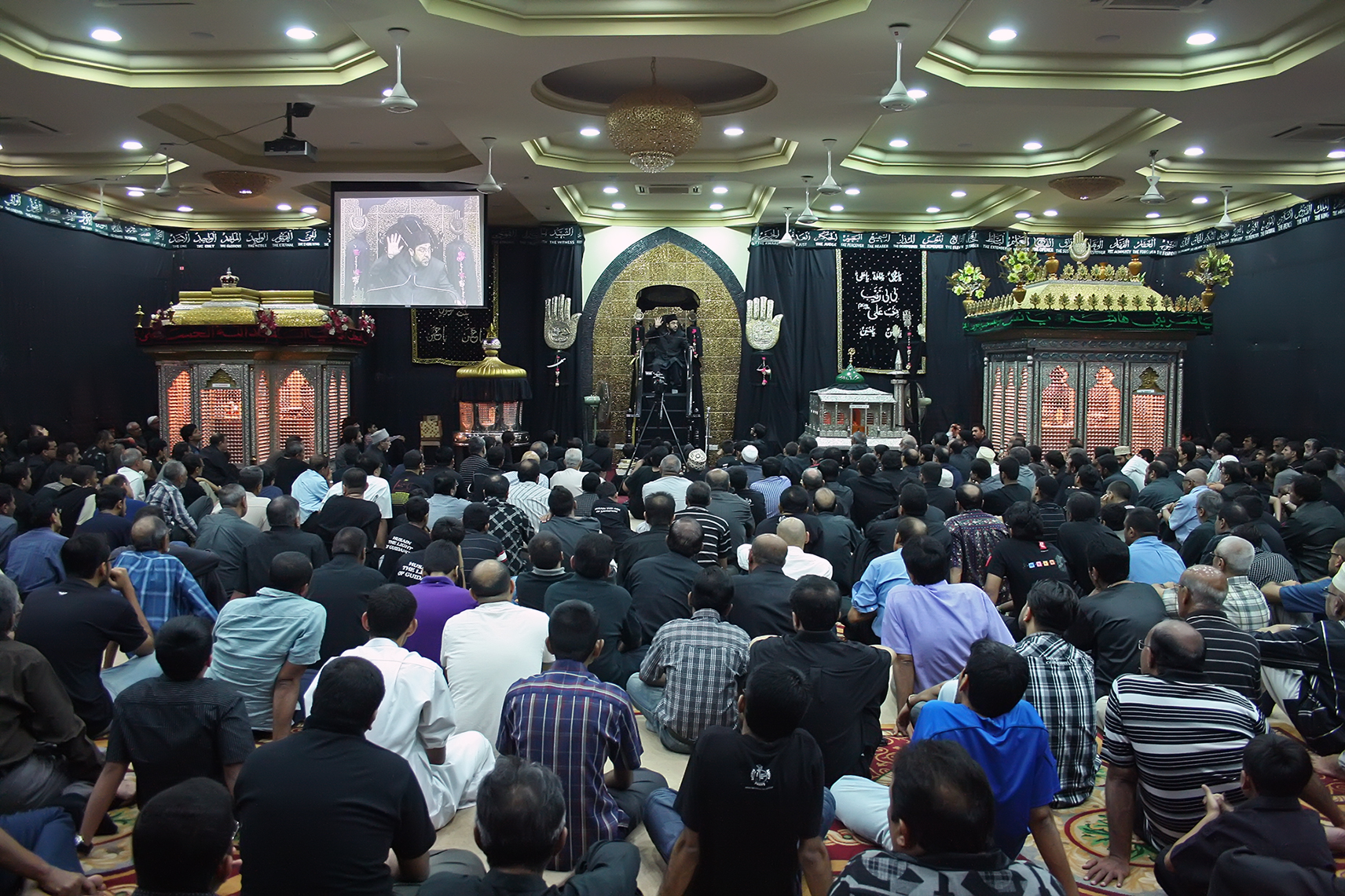
在“侯赛尼亚”中举行的“majlīs”(集会)

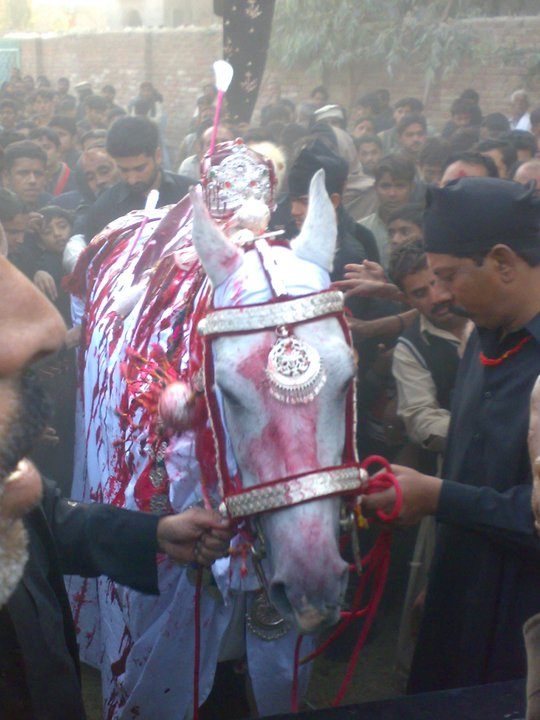
穆哈兰哀悼游行中的“zuljanah”马匹